# Balionycteris maculata
Balionycteris maculata är en däggdjursart som först beskrevs av Thomas 1893.  Balionycteris maculata vär en längre tid ensam i släktet Balionycteris som ingår i familjen flyghundar. Inga underarter finns listade i Catalogue of Life. Wilson & Reeder (2005) skiljer mellan 2 underarter.
Efter en genetisk studie från 2008 listas med Balionycteris seimundi ytterligare en art i samma släkte (populationen på Malackahalvön).
Denna flyghund förekommer på norra Borneo och i en mindre region på Sumatra. Den vistas i regnskogar, mangrove och kulturlandskap som ligger i låglandet eller i bergstrakter upp till 1500 meter över havet. Flocken består av en hane, några honor och deras ungar. De vilar i ormbunkar, trädens håligheter och tomma termitstackar.
Arten blir 50 till 66 mm lång och saknar svans. Den väger upp till 14,5 g och underarmarnas längd är 39 till 43 mm. I motsats till de flesta andra flyghundar har Balionycteris maculata bara ett par nedre framtänder. Pälsens grundfärg är smutsig brun till grå och på den förekommer många gula punkter.
Individerna är främst aktiva på natten och de hittar födan med hjälp av luktsinnet och synen. De äter frukternas juice, nektar och pollen samt i mindre mått insekter. Fruktens fasta delar spottas ut. Några populationer håller vinterdvala. Fortplantningssättet och livslängden antas vara lika som hos närbesläktade flyghundar.
Regionala populationer hotas av skogsröjningar och andra landskapsförändringar. I lämpliga habitat är arten vanligt förekommande. IUCN kategoriserar arten globalt som livskraftig.